# Ovarra
Ovarra és un despoblat del municipi de Beranui, situat a la vall de l'Isàvena. És situat al marge esquerra del riu Isàvena un pic surt del congost de la Croqueta, a 995 m d'altitud.

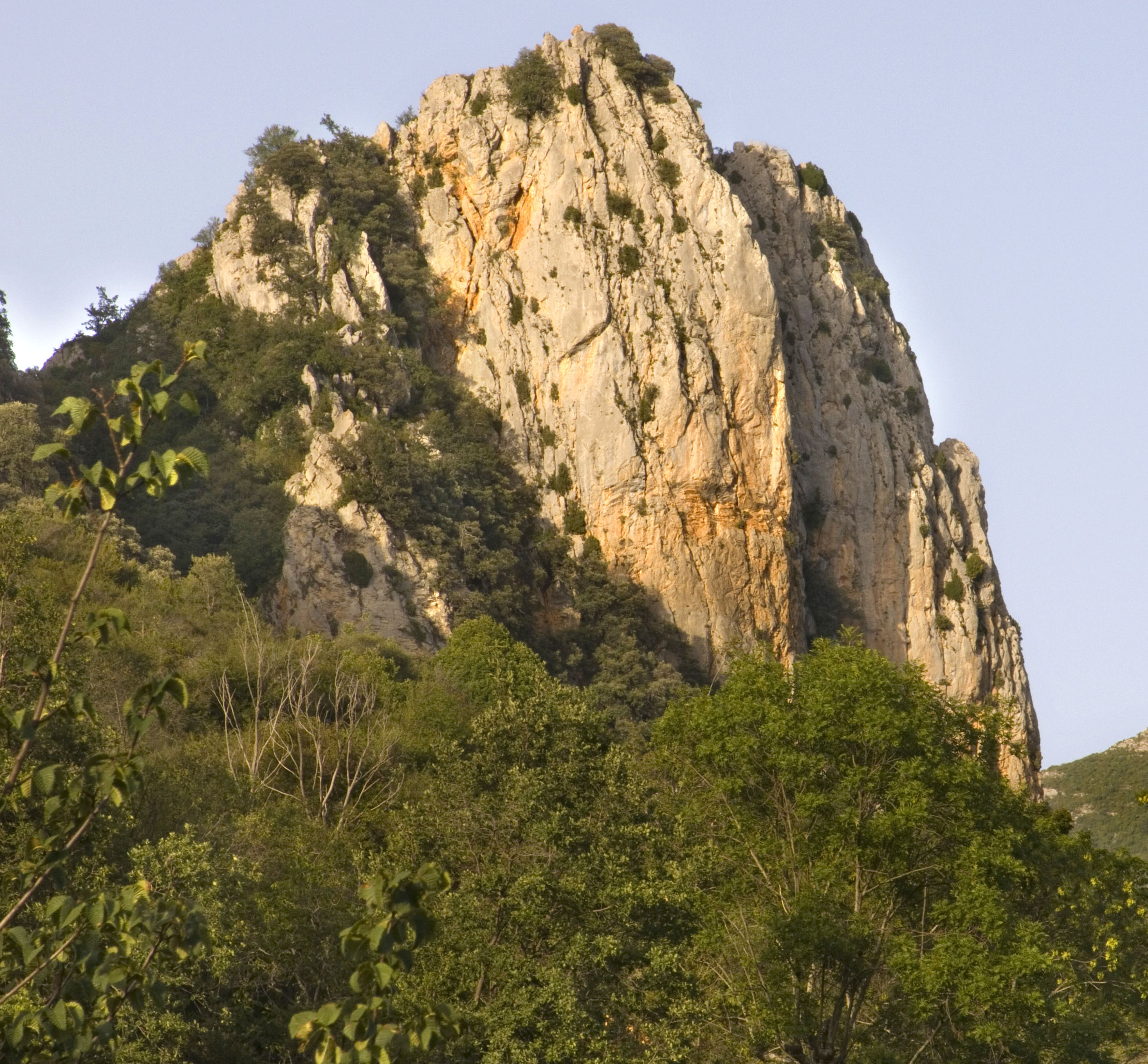
Croqueta d'Ovarra